# Sint-Jobkapel (Ezemaal)

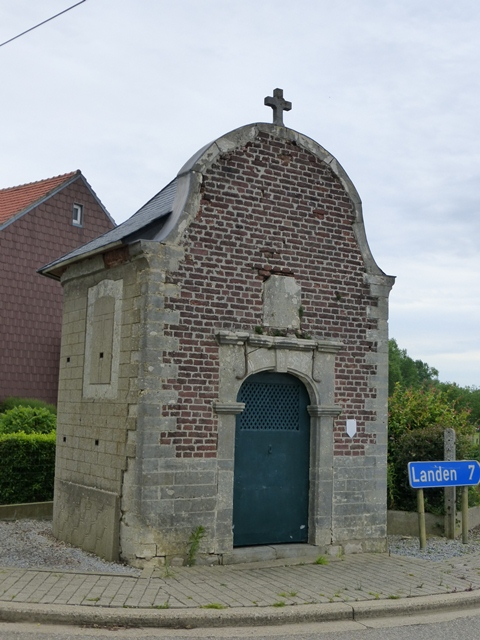
Sint-Jobkapel

De Sint-Jobkapel is een kapel in de tot de Vlaams-Brabantse gemeente Landen behorende plaats Ezemaal, gelegen aan de Sint-Jobsstraat.
Deze kapel werd vermoedelijk in 1705 opgericht en was vroeger aan Sint-Rochus gewijd. Hij heeft een klokvormige voorgevel en een halfronde apsis. De kapel is gebouwd in baksteen met natuurstenen sierelementen. Boven de ingang bevindt zich een verweerde gevelsteen met de tekst:
Anno IHS 1705 Hubert VanOrle Maria Theresia Collaerts… Petrus Vandion …Barbara VanOrle